# Huỳnh Thế Kỳ
Huỳnh Thế Kỳ (1 tháng 6 năm 1956 – 17 tháng 4 năm 2020) là Thiếu tướng Công an nhân dân Việt Nam, nguyên Phó Chủ nhiệm Ủy ban Quốc phòng và An ninh Quốc hội, nguyên Giám đốc Công an tỉnh Ninh Thuận, đại biểu Quốc hội Việt Nam khóa XIII nhiệm kì 2011-2016 tỉnh Ninh Thuận.

## Tiểu sử
Huỳnh Thế Kỳ sinh ngày 1 tháng 6 năm 1956 tại xã An Ninh, huyện Tuy An, tỉnh Phú Yên
Ông là người dân tộc Kinh, không theo tôn giáo nào. Ông quê quán tại xã An Ninh, huyện Tuy An, Phú Yên.
Ông có bằng Cử nhân luật và Cao cấp lý luận chính trị Đảng Cộng sản Việt Nam.
Ông gia nhập Đảng Cộng sản Việt Nam vào ngày 19 tháng 6 năm 1981.
Ông từng là Ủy viên Ban thường vụ Tỉnh ủy, Thiếu tướng, Giám đốc Công an tỉnh Ninh Thuận, Ủy viên Uỷ ban Quốc phòng và An ninh của Quốc hội.
Ông từng là Đại biểu Quốc hội khóa 13 tỉnh Ninh Thuận.
Ngày 21 tháng 7 năm 2010, Huỳnh Thế Kỳ được phong quân hàm Thiếu tướng Công an nhân dân Việt Nam. Ông là người đầu tiên được phong thiếu tướng ở tỉnh Ninh Thuận sau khi tỉnh này được chia tách vào năm 1992.
Ngày 29 tháng 6 năm 2016, Huỳnh Thế Kỳ được trao quyết định của Bộ trưởng Bộ Công an nghỉ công tác chờ nghỉ hưu theo chế độ nhà nước Việt Nam.
Ông từ trần vào lúc 23 giờ 25 phút ngày 17 tháng 4 năm 2020 (25 tháng 4 năm Canh Tý).

## Khen thưởng
- Huân chương Bảo vệ Tổ quốc hạng Nhất;[5]
- Huy chương Vì an ninh Tổ quốc;[5]
- Huy chương Chiến sĩ vẻ vang hạng Nhất, hạng Nhì, hạng Ba;[5]
- Huy hiệu 30 năm tuổi Đảng Cộng sản Việt Nam;[5]
- Huy hiệu Vì sự nghiệp xây dựng và phát triển tỉnh Ninh Thuận[5]